# Német női vízilabda-válogatott
A német női vízilabda-válogatott Németország nemzeti csapata, melyet a Német Úszó-szövetség irányít.
A német női nemzeti csapat nem számít vízilabda-nagyhatalomnak, az elmúlt évtizedek eredményei alapján sokkal inkább középcsapatnak mondható. Ugyan ezidáig egy kivételével minden Európa-bajnokságon részt vettek, legjobb eredményüket a legelső női kontinensviadalon szerezték mint Nyugat-Németország (egy bronzérmet), azóta pedig mindössze egy alkalommal végeztek a legjobb négy csapat között.

## Eredmények

### Olimpiai játékok
- 2000 - 2020 – Nem jutott ki

### Világbajnokság
- 1986 – 6. hely[1]
- 1991 – 6. hely
- 1994 – 8. hely
- 2003 – 10. hely
- 2005 – 8. hely
- 2007 – 11. hely
- 2009 – 10. hely

### Európa-bajnokság
- 1985 –  Bronz[1]
- 1987 – 4. hely[1]
- 1989 – 5. hely[1]
- 1991 – 6. hely
- 1993 – 6. hely
- 1995 – 7. hely
- 1997 – 6. hely
- 1999 – 7. hely
- 2001 – 7. hely
- 2003 – 7. hely
- 2006 – 7. hely
- 2008 – 7. hely
- 2010 – 7. hely
- 2012 – 8. hely
- 2016 – 8. hely
- 2018 – 8. hely
- 2020 – 11. hely
- 2022 – 10. hely
- 2024 – 11. hely

### Világliga
- 2012 – 6. hely